# Record de Tunisie du saut en hauteur
Le record de Tunisie du saut en hauteur est actuellement détenu par Belhassen Chikaoui chez les hommes, avec 2,15 m, et par Karima Benothman chez les femmes, avec 1,79 m.

## Hommes
| Athlète            | Performance | Club                               | Lieu          | Date            |
| Belhassen Chikaoui | 2,15 m      | Club sportif de la Garde nationale | Aubervilliers | 12 juillet 1995 |

## Femmes
| Athlète          | Performance | Club                               | Lieu   | Date          |
| Karima Benothman | 1,79 m      | Club sportif de la Garde nationale | Nabeul | 1er juin 2008 |